# Dwór w Bełczącu
Dwór w Bełczącu – klasycystyczny dwór zlokalizowany w zachodniej części wsi Bełcząc w województwie lubelskim (powiat radzyński). Obiekt wpisano do rejestru zabytków województwa lubelskiego pod numerem A/1285 (wcześniej A/193 z 7 października 1991).                                                                                                                                        

## Historia

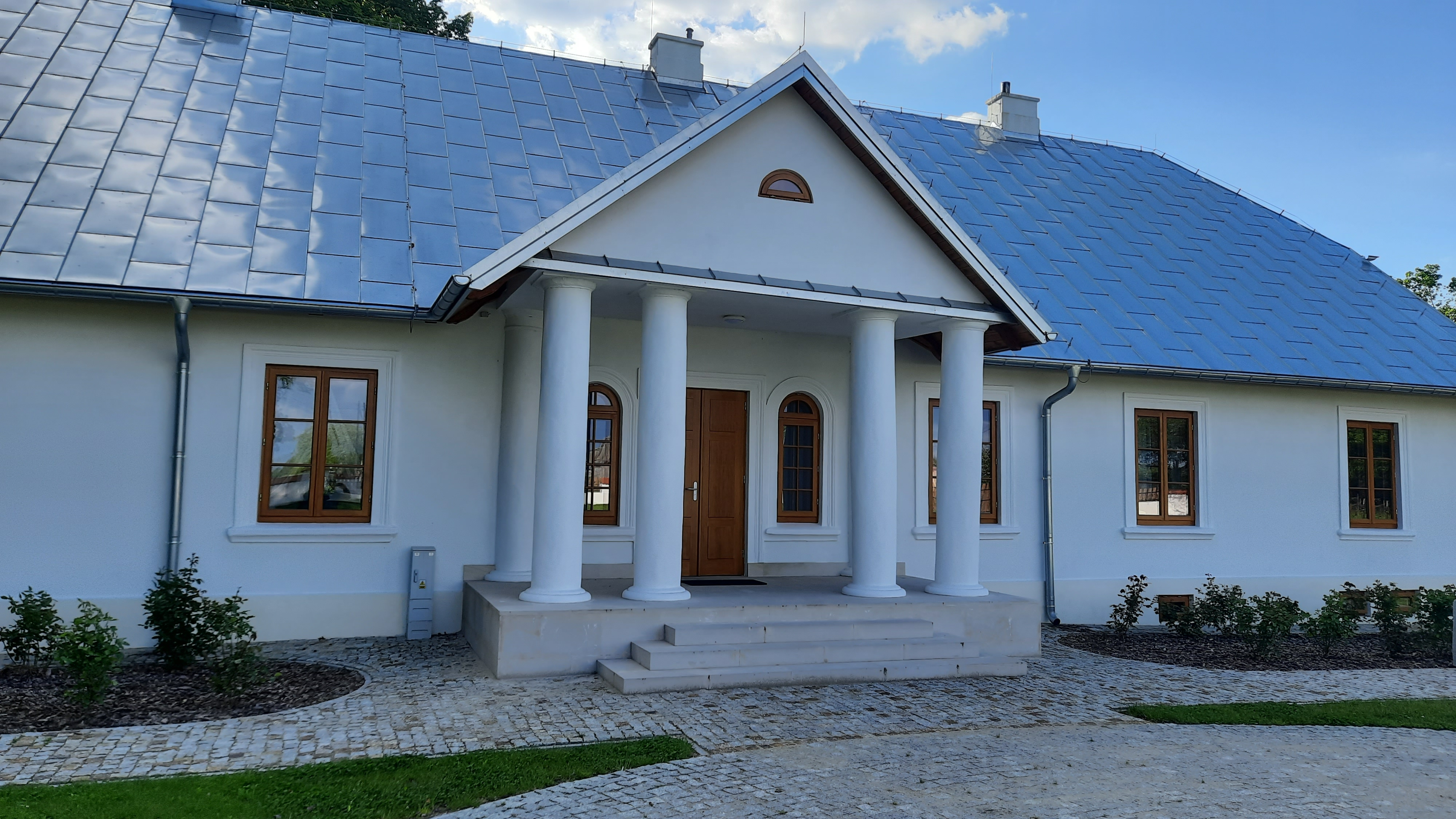
Ganek z wejściem

W XVI wieku istniała we wsi siedziba folwarczna. W początkach XIX wieku Aleksandra ze Steckich Radziwiłłowa przebudowała folwark według planów niemieckiego agronoma Thaera. Dwór zarządcy posadowiono prawdopodobnie na granicy zabudowań i ogrodu, na jednej z osi ogrodowych. Przez ogród przebiegał dawny ciek przekształcony na rów połączony z położonymi na wschód od folwarku stawami chłopskimi. Na południe od dworu zbudowano przed 1880 murowany browar.                                                                                                                                         
Na przełomie XIX i XX wieku (za panowania Raczyńskich) powstał nowy dwór wraz z budynkami gospodarstwa. Został wzniesiony na północny-wschód od poprzedniego. Miejsce dawnych budynków folwarcznych zajęły czworaki. W okresie międzywojennym dobudowano do dworu przybudówkę z piwnicą. W zachodniej części ogrodów wykopano wówczas basen pływacki. Tereny parku ogrodzone były w tych latach drewnianym parkanem. W latach 20. i 30. XX wieku majątek dzierżawili Szafrański i Michalski.                                                                                                                                        
Podczas II wojny światowej w budynku kwaterowały oddziały niemieckie, natomiast w lipcu 1944 sowieci spalili oborę i stodołę. Od sierpnia 1944 do końca 1945 dwór był siedzibą sowieckiej wojskowej szkoły kierowców.                                                                                                                                         
Po okresie okupacji (do 1950) budynek mieścił sklep oraz mleczarnię gminnej spółdzielni. W okresie tym park i sam dwór uległy stopniowej dewastacji. Po 1950 budowlę zasiedliła szkoła podstawowa. W latach 50. XX wieku rozebrano czworaki i większość budynków gospodarczych. Drzewostan niszczał, a basen wysechł. W północno-zachodniej części parku urządzono boisko dla uczniów szkoły.                                                                                                                                        
Około 1968 dwór wyremontowano, a w sąsiedztwie postawiono oborę, budynek gospodarczy, WC i śmietnik. Kolejny remont ukończono w 2019 (obiekt był wówczas mocno zniszczony). Budynek przeznaczono na cele kulturalne (biblioteka).                                                                                                                                                                                                                                                                                                                                                                                                                         

## Architektura
Ceglany, parterowy, otynkowany budynek dworu stoi kalenicą do drogi. Wzniesiono go na planie prostokąta. Jest kryty dachem naczółkowym (pokrytym blachą ocynkowaną) z więźbą krokwiową z jętką oraz podwójnym stolcem stojącym z zastrzałami. Wewnątrz stropy drewniane, a w piwnicach sklepienia kolebkowe i krzyżowe. Przy boku północnym znajduje się prostokątna przybudówka, a od frontu i z tyłu – ganki. Wnętrze jest dwutraktowe, amfiladowe (korytarz między traktami w północnej części). Elewacja frontowa jest dziewięcioosiowa, natomiast tylna – ośmioosiowa. W narożach zrealizowano ozdoby w postaci płaskich lizen. Ganek od frontu oparty jest na dwóch parach kolumn toskańskich, a tylny na dwóch kolumnach. Wyposażenie wnętrza nie zachowało się.